# Großmehring
Großmehring ist eine Gemeinde im Landkreis Eichstätt im Regierungsbezirk Oberbayern.

## Geografie

### Lage
Der gleichnamige Hauptort liegt etwa sieben Kilometer östlich von Ingolstadt an der Donau. Die Gemeinde gehört zur Planungsregion Ingolstadt und ist im Regionalplan zusammen mit der Marktgemeinde Kösching als Doppelgrundzentrum eingestuft. 

### Gemeindegliederung
Es gibt 16 Gemeindeteile (in Klammern ist der Siedlungstyp angegeben):
- Abdeckerei (Einöde)
- Äußere Mühle (Einöde)
- Demling (Kirchdorf)
- Demlinger Steinbruch (Einöde)
- Erlachhof (Weiler)
- Großmehring (Pfarrdorf)
- Interpark (Gewerbegebiet)
- Katharinenberg (Kirchdorf)
- Kleinmehring (Kirchdorf)
- Knopfmühle (Weiler)
- Pettling (Kirchdorf)
- Schaumühle (Weiler)
- Straßhausen (Weiler)
- Theißing (Pfarrdorf)
- Tholbath (Kirchdorf)
- Ziegelei (Einöde)

### Nachbargemeinden
|            | Kösching                                    | Oberdolling          |
| Ingolstadt | Kompassrose, die auf Nachbargemeinden zeigt | Vohburg an der Donau |
|            | Manching                                    |                      |

## Geschichte

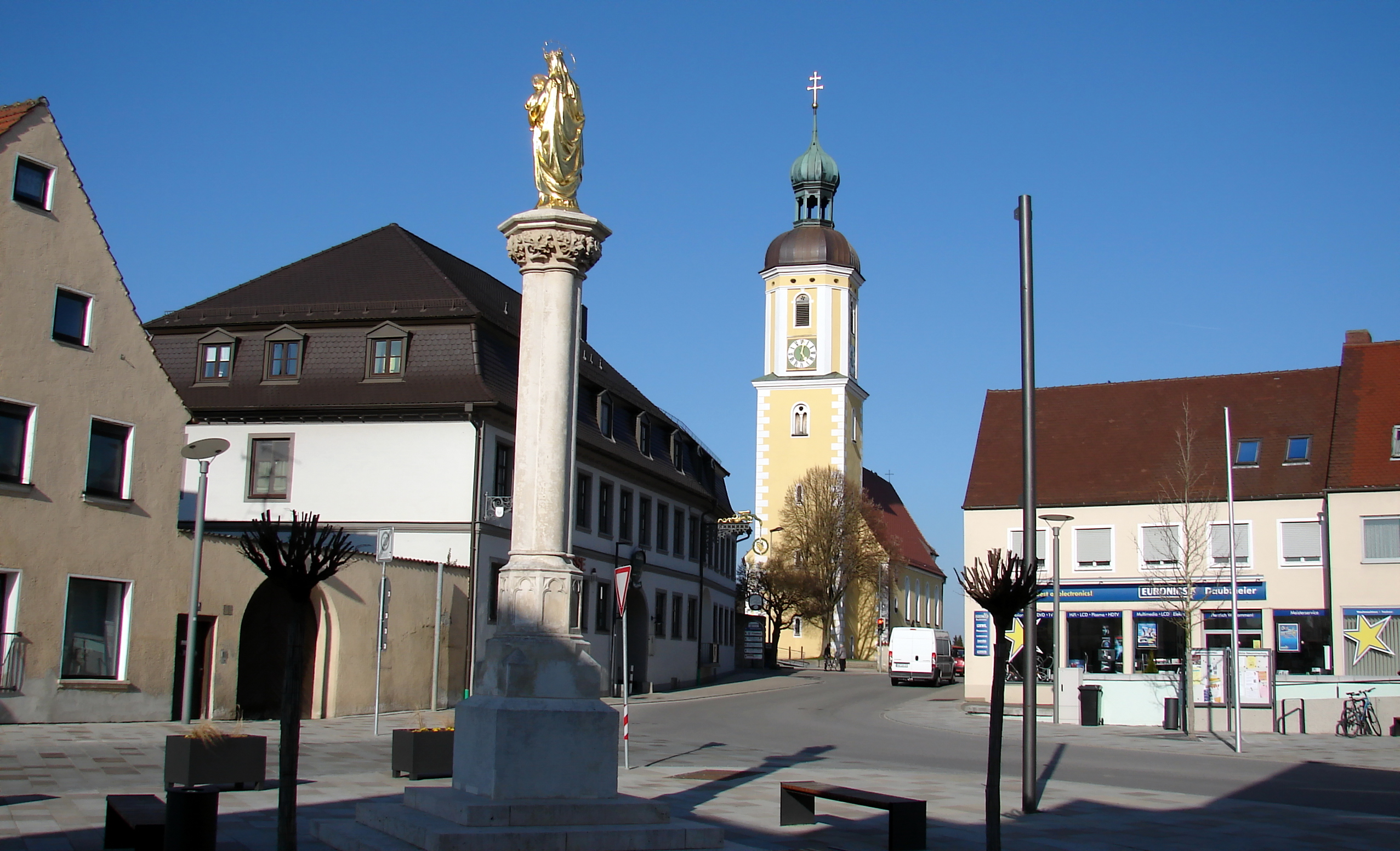
Marienplatz mit Mariensäule

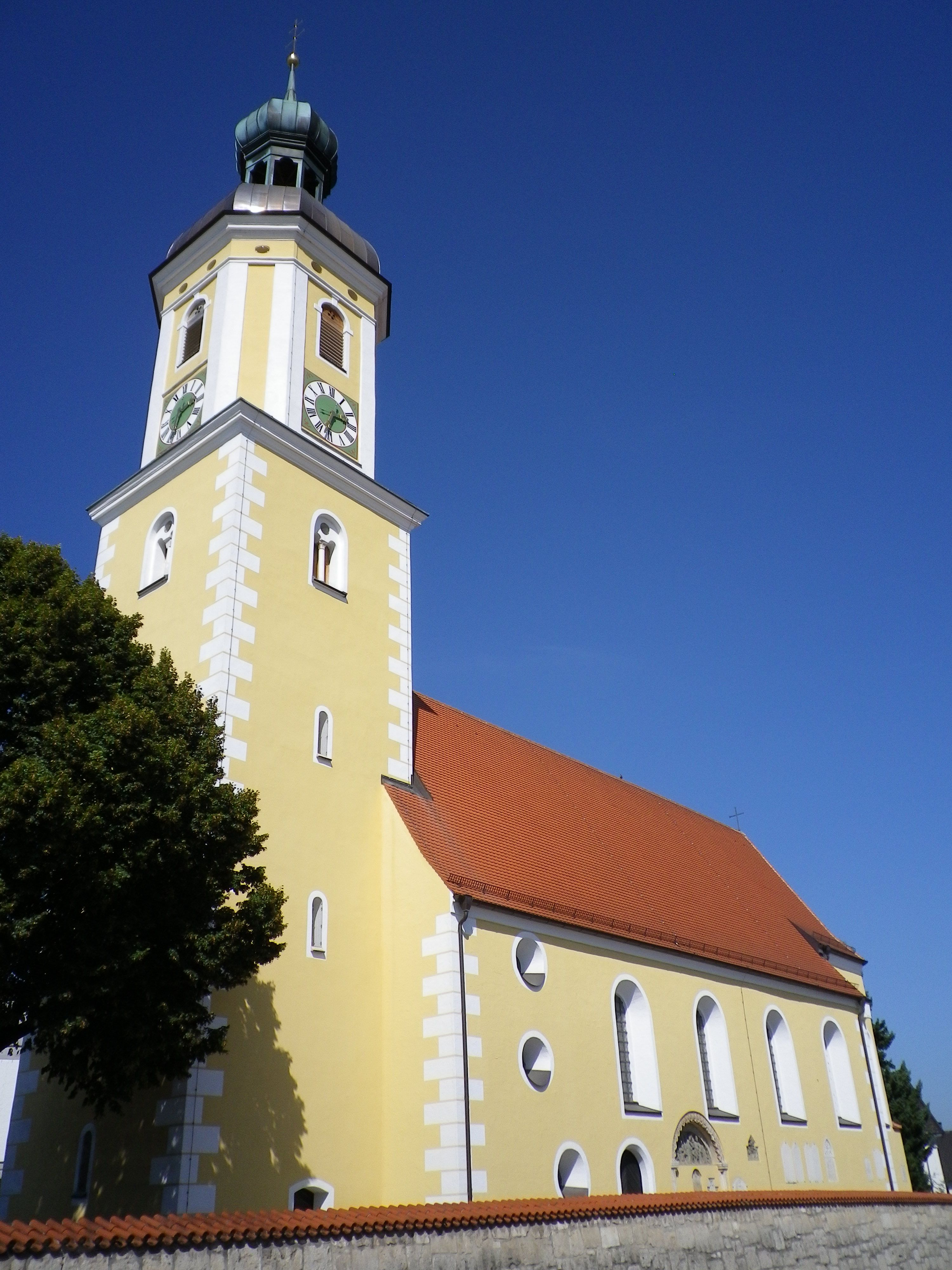
Kirche in Großmehring

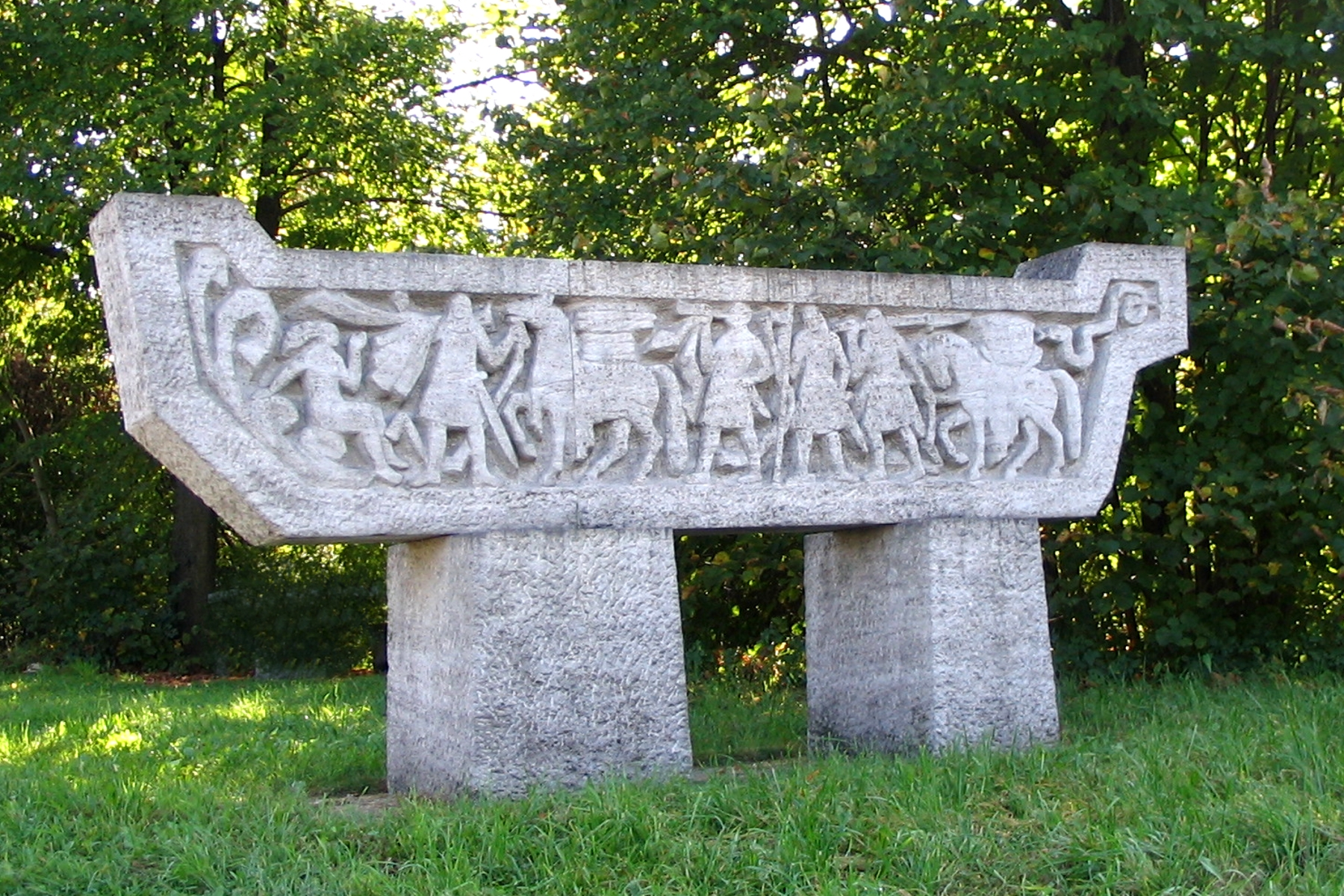
Nibelungen-Denkmal

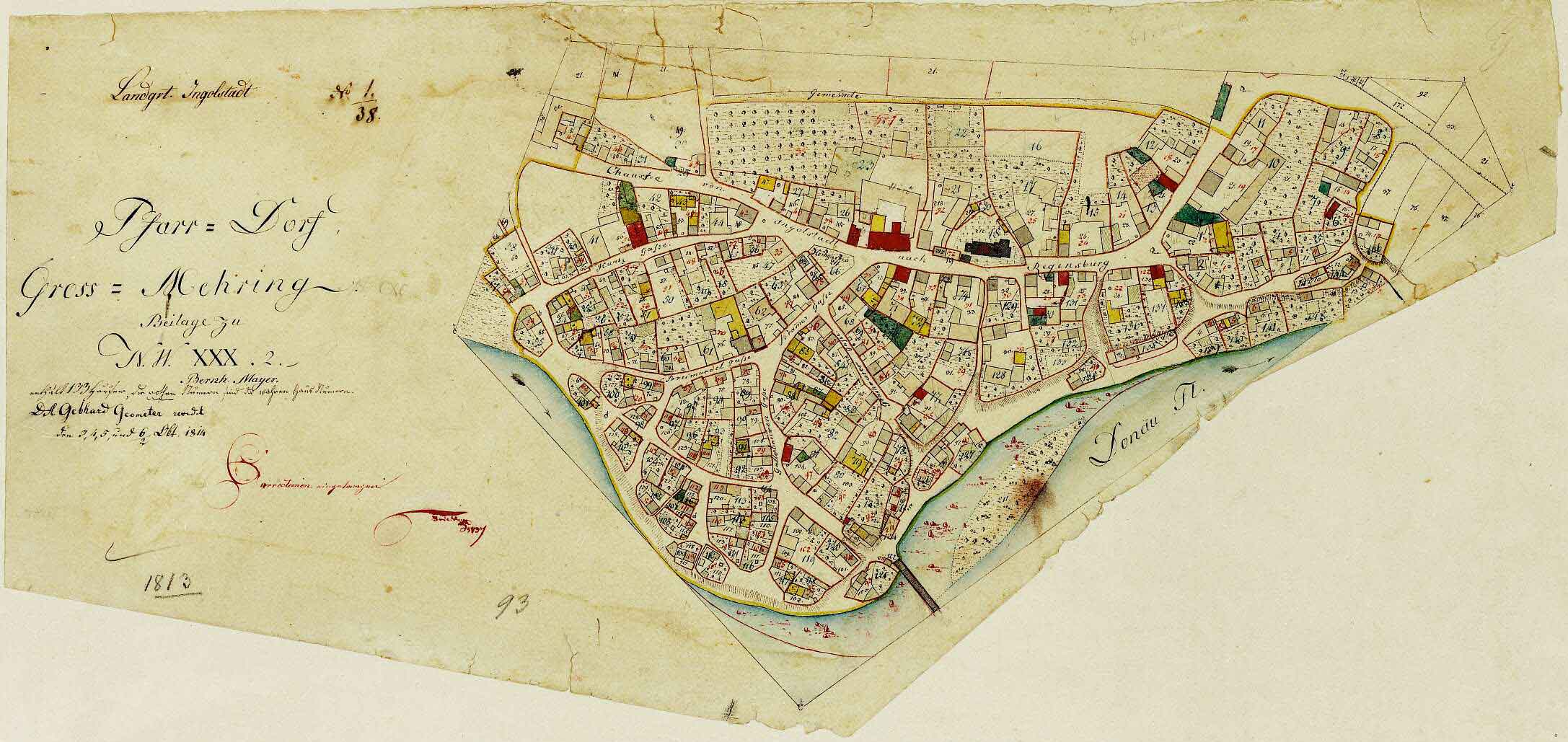
Historischer Ortsplan von 1813

### Bis zur Gemeindegründung
Der Ort ist im Zuge der bajuwarischen Landnahme um 500 entstanden. Als wichtiger Donauübergang blieb er im Besitz der bayerischen Herzöge. Dass „Möhringen“ am 16. Mai 1007 zum ersten Mal urkundlich erwähnt ist, und zwar in einer Schenkungsurkunde König Heinrichs II. an die Benediktinerinnen in Neuburg an der Donau, kann so nicht aufrechterhalten werden: Die Urkunde wurde erst 300 Jahre später im Auftrag des Neuburger Klosters geschrieben, da das Original über die tatsächliche Schenkung im Jahr 1007 verloren gegangen war. Im Jahre 1173 wurde als Ortsadelige eine Petrissa von Mehring, eine Ministerialin des Markgrafen Berthold III. von Vohburg, urkundlich erwähnt. In den Handschriften des Nibelungenliedes aus dem 13. Jahrhundert wird der Ort erwähnt und heißt dort „Moringen“; in der Folge wechseln die Endungen „-ing“ und „-ingen“. Um 1300 sind die Besitzungen des Frauenklosters Neuburg „ze Möring“ und „ze Zagelheym“ (= Kleinmehring) in einem Salbuch aufgelistet. Aus den Salbüchern des Münchener Klaraklosters am Anger von 1426 und 1455 erfährt man, dass auch dieses Klosters Höfe „ze möring“ besaß.
Im Jahre 1584 wurde das Neuburger Kloster im Zuge der Reformation aufgelöst; seine Güter wurden nunmehr von einem Kirchenrat verwaltet. Als Pfalz-Neuburg unter Pfalzgraf Wolfgang Wilhelm rekatholisiert wurde, kamen 1634 die vormaligen Benediktinerinnenhöfe in Großmehring in den Besitz des Neuburger Jesuitenkollegs. Neben den Jesuiten und dem Angerkloster werden 1752 an weiteren Grundbesitzern genannt: Benediktinerinnen-Kloster Geisenfeld, Benediktinerinnen-Kloster Bergen, Katharinenspital Regensburg, Herzog-Georg Meßstiftung Ingolstadt, Kastenamt Vohburg an der Donau und Hofmark Münchsmünster. Auch gab es von den insgesamt 154 Anwesen einige, die freieigener Besitz waren.
Gegen den vergeblichen Protest der Jesuiten übte in Nachfolge des Neuburger Klosterrichters seit dem 16. Jahrhundert der herzogliche Landrichter des Pflegegerichts Vohburg die Gerichtsbarkeit aus; er hatte einen Amtsknecht vor Ort sitzen. Im Jahre 1634 bestätigte das kaiserliche Landgericht die Rechte des Hochstiftes Eichstätt in der Rechtsnachfolge der Grafschaft Hirschberg; Großmehring war einer der 17 wechselnden, wenn auch nur gelegentlich genutzten Schrannenorte des Landgerichts Hirschberg. Nach der Aufhebung des Jesuitenordens 1773 kamen deren Besitzungen in Großmehring 1780, unter dem Großbailli Johann Baptist von Flachslanden, an die die neugebildete Kommende Oberhaunstadt im Großpriorat Bayern des Malteserordens. Im Jahre 1808 löste Bayern den Orden auf, Großmehring war nun bayerischer Besitz. Die Patrimonialgerichtsbarkeit des Freiherrn fiel allerdings erst 1820 Bayern anheim.
Mit dem Gemeindeedikt von 1818 war der mit der Eingliederung in Bayern in den Jahren 1808 bis 1810 gebildete Steuerdistrikt Großmehring eine selbständige Gemeinde im Landgericht Ingolstadt, dem späteren Landkreis Ingolstadt, geworden – unter Einbeziehung von Katharinenberg des Steuerdistriktes Demling.
Im Jahre 1838 hatte der Ort 138 Häuser und 796 Einwohner, 1861 254 Gebäude und 699 Einwohner.

### Gebietsreform
Im Zuge der Gebietsreform in Bayern wurde der Landkreis Ingolstadt im Jahre 1972 aufgelöst, und die Gemeinde Großmehring, zu der auch Kleinmehring und mehrere Mühlen gehörten (ab 1838 auch die Abdeckerei und ab 1853 auch die Ziegelei), in den Landkreis Eichstätt eingegliedert. Am 1. Mai 1978 wurden die Gemeinden Demling und Theißing eingegliedert.

### Einwohnerentwicklung
Zwischen 1988 und 2018 wuchs die Gemeinde von 4525 auf 7207 um 2682 Einwohner bzw. um 59,3 %. Zum aktuellen Zeitpunkt (Stand: 30. September 2024) wohnen 7556 Einwohner in Großmehring.

## Politik

### Gemeinderat
Der Gemeinderat hat nach der Kommunalwahl 2020 21 Mitglieder:
- CSU 7 Sitze
- SPD 2 Sitze
- UW Großmehring 4 Sitze
- FW 2 Sitze
- ABG 2 Sitze
- WFG 3 Sitze (+Bürgermeister)

### Bürgermeister
Berufsmäßiger Erster Bürgermeister ist Rainer Stingl (Wir für Großmehring). Als Bürgermeisterkandidat der von Stingl 2019 gegründeten Wählergruppe Wir für Großmehring erreichte er bei der Stichwahl am 29. März 2020 bei einer Wahlbeteiligung von 72,2 % ein Ergebnis von 57,6 %. Sein Vorgänger ab 2008 war Ludwig Diepold (UW), dessen Vorgänger Horst Volkmer (UW) war seit 1990 im Amt.

### Wappen
| Wappen von Großmehring | Blasonierung: „Unter silbernem Wellenschildhaupt, darin ein blauer Wellenbalken, in Blau einen silbernen nimbierten goldenen Adler.“ |
| Wappen von Großmehring | Wappenbegründung: Wellenschildhaupt und Wellenbalken symbolisieren die Donau und die historisch bedeutende Donaufurt bei Großmehring. Über eine günstige Stelle der Donaudurchquerung bei Möringen berichtet die 26. Aventiure des Nibelungenliedes. Die Donaufurt bei Großmehring soll auch im 8. Jahrhundert von einem fränkischen Heer unter Karl Martell benutzt worden sein. Bei dem Adler handelt es sich um den so genannten Johannes-Adler, Attribut des Evangelisten Johannes, der in der Heraldik des Benediktinerinnenklosters in Neuburg a. d. Donau vorkommt. Er erinnert daran, dass das Kloster von 1007 bis 1542 als Grundherrschaft im Gemeindegebiet von Bedeutung war. Dieses Wappen wird seit 1977 geführt. |

### Gemeindepartnerschaften
Mit Kolkwitz bei Cottbus (Brandenburg) ging Großmehring im Jahr 1994 eine Gemeindepartnerschaft ein. Zwischen Pöchlarn (Österreich) und der Gemeinde Großmehring bestehen freundschaftliche Beziehungen.

## Baudenkmäler
Die „alte“ Pfarrkirche von Großmehring wurde in der ersten Hälfte des 13. Jahrhunderts errichtet. Über einhundert Jahre älter ist die Filialkirche St. Leonhard im Gemeindeteil Tholbath.

## Wirtschaft
Wie die Einwohnerzahl, wächst auch die Anzahl ansässiger Unternehmen der unterschiedlichsten Branchen.
Der Interpark, ein Projekt der Gemeinde Großmehring und des Markts Kösching zur Ansiedlung von Firmen im Gemeindegebiet, ist ein großer Erfolg, der v. a. der Nähe zu Audi, der guten Verkehrsanbindung und der guten Zusammenarbeit zwischen Großmehring und Kösching zu verdanken ist. Das Gebiet des Interparks, von dem ca. 50 Prozent zu Großmehring gehören, wurde und wird immer wieder erweitert.

### Infrastruktur
In Großmehring befindet sich das ölbefeuerte Kraftwerk Ingolstadt, welches gegenwärtig als Netzreserve fungiert.

## Öffentliche Einrichtungen

### Grundschule
In der Mitte des Ortes befindet sich eine Grundschule mit den Jahrgangsstufen 1 bis 4. Bis zum Schuljahr 2015/2016 gab es im selben Haus eine Mittelschule mit den Klassenstufen 5–9, die aber aufgrund zu geringer Schülerzahlen sukzessive nicht mehr genehmigt wurden. Im Schuljahr 2015/2016 verließ vorerst die letzte 9. Klasse die Schule. Die Großmehringer Mittelschüler weichen nun beispielsweise auf die Mittelschulen Kösching oder Lenting aus. An der Schule unterrichten 21 Lehrer in elf Klassen (Stand: Schuljahr 2017/2018).

### Grundschulhort
Seit dem Schuljahr 2009/2010 gibt es in Großmehring einen Grundschulhort. Er ist in den Räumen der ehemaligen Mittelschule untergebracht.

### Kindergärten
In Großmehring gibt es einen Gemeindekindergarten, einen katholischen Kindergarten St. Wolfgang sowie einen Kindergarten im Gemeindeteil Demling.

### Bibliothek
Die Gemeindebücherei ist derzeit in den Räumlichkeiten des neugebauten Rathauses untergebracht. Bis Oktober 2021 befand sie sich im Untergeschoss der Grund- und Mittelschule.

## Verkehr
Über die Bundesstraße 16a (Ingolstadt – Vohburg an der Donau) ist der Ort an das Straßennetz angeschlossen.
Die Buslinien 25 und 26 der INVG durchqueren den Ort. Seit April 2023 fährt die Schnellbuslinie X90 der INVG von Altmannstein nach Ingolstadt und fährt durch die Ortsteile Theißing, Demling und das Gewerbegebiet Interpark.

## Persönlichkeiten
- Lorenz Weinzierl senior (1764–1831), Bierbrauer, Landwirt und Abgeordneter
- Lorenz Weinzierl junior (1813–1880), Gastwirt, Landwirt und Abgeordneter
- Leonhard Obermeyer (1924–2011), Bauingenieur